# Pionír (folyóirat)
Pionír 1950 és 1967 között megjelent romániai magyar gyermeklap. Székhely: Bukarest, Marosvásárhely, megint Bukarest.
Az Ifjúmunkás Szövetség Központi Bizottságának hetilapjaként indult 1950. július 10-én Bukarestben. Első főszerkesztője Ádám József volt, akit Majtényi Erik, majd 1951-től Eiben László követett. 1953 szeptemberében, a Magyar Autonóm Tartomány létrehozása után Marosvásárhelyre költöztették, ahol a pionírszervezetek tartományi lapjaként, a Tartományi Néptanács kiadásában, Nemes Gizella főszerkesztő irányítása alatt jelent meg, egészen 1956 februárjáig. Ekkor az Országos Pionírtanács lapjaként ismét Bukarestbe kerül, főszerkesztője Blénesi Ernő, majd Domokos Géza, 1957-től Henkel Tibor lett 1965-ig, amikor helyébe Hadai Jenő került. Példányszáma akkoriban meghaladta a 70000-et. Utolsó száma 1967. november 21-én jelent meg, amikor átadta helyét az újonnan indított Jóbarátnak.

## A lap munkatársai és tartalma
Lapszámaiban az egymást követő évek során Balogh Irma, Bárány Róza, Bokor Katalin, Csíki Irma, Forró László, Frenkl Ilona, Horváth Stefánia, Jagamas Ilona, Kiss Árpád, Kocsis István, Kovács Nemere, Kovács Sándor Molnár Anna, Rédei Katalin, Șerbănescu Klára, Simonfi Imre, Tóth Mária, Vass Tóth Mária nevével találkozunk.
Mozgalmi jellegű gyermeklapként társlapjai voltak a román Pionierul (1949-53), illetve a Scânteia Pionierului, amelyekkel különösen az első időben anyaga szinte szó szerint megegyezett. Eredeti anyagként magyar tanulók levelei és gyermekversek (Kányádi Sándor, Majtényi Erik, Páskándi Géza) kerültek csak a lapba. Állandó rovatai voltak az ötvenes évek közepéig a pionírszervezeti munkának (Pionírélet, Ifjú békeharcosok), a szovjet példát sulykoló írásoknak (A szovjet pionírok életéből), a rendszer "nagy megvalósításai"-nak.
1956-os számaiban a korábbi túlpolitizáltsághoz képest bizonyos oldódás mutatkozik a Pionír tartalmában: gyakran jelentek meg beszámolók székelyföldi iskolák tevékenységéről, magyar művészek, zeneszerzők munkáiról; megszaporodnak a magyar népmesék, népdalok, népi gyermekjátékok. Új rovatként jelent meg a honismereti célú Ismerd meg szülőföldedet-rovat, s a kitekintést nyújtó Üzen a nagyvilág. Az 1950-es évek második felében ismét mutatkozott bizonyos beszűkülés, de a korai évek szelleme már nem tért vissza.
Az irodalmi anyag mellett betekintést nyújt a lap a gyermekolvasók szintjén a tudomány és a technika világába (Technikai újdonságok). Szakemberek tollából hasznos gyakorlati eligazításokat közöl az iskolai színjátszásban részt vevők, kirándulásszervezők és kirándulók számára. Több írásban kezdeményezi a legkülönbözőbb gyűjtéseket (a bélyegtől, jelvénytől, növénytől a közmondásokig, becenevekig, népszokásokig és népi játékokig). Kedvelt volt a gyermekek körében az a néhány rovat is, amelyben találós kérdéseket, rejtvényeket, feladványokat találtak (Mit játsszunk? Szórakozzunk!, Fejtörő, Szófeladvány-verseny), vagy azok, amelyekben a lap újságírói vagy önkéntes helyi tudósítói különböző helyi rendezvényekről, kiállításokról, sportversenyekről számoltak be.